# استان گودال کانال
استان گودال کانال (به لاتین: Guadalcanal Province) یک سکونتگاه مسکونی در جزایر سلیمان است که در جزایر سلیمان واقع شده‌است.

## خصوصیات
استان گودال کانال ۵٬۳۳۶ کیلومترمربع مساحت و ۹۳٬۶۱۳ نفر جمعیت دارد.